# Tajuria isaeus
Tajuria isaeus är en fjärilsart som beskrevs av William Chapman Hewitson 1865. Tajuria isaeus ingår i släktet Tajuria och familjen juvelvingar. Inga underarter finns listade i Catalogue of Life.

## Bildgalleri

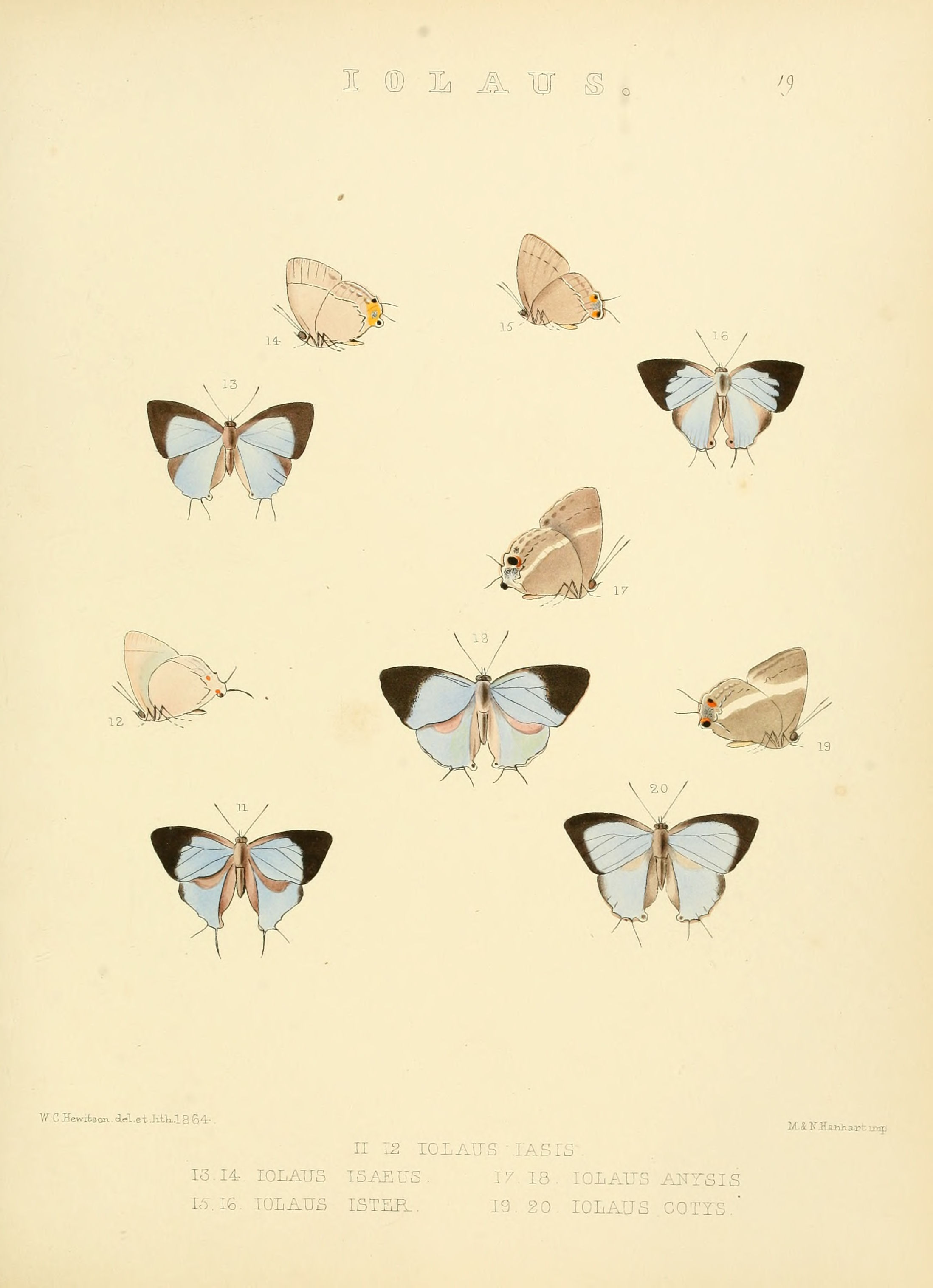
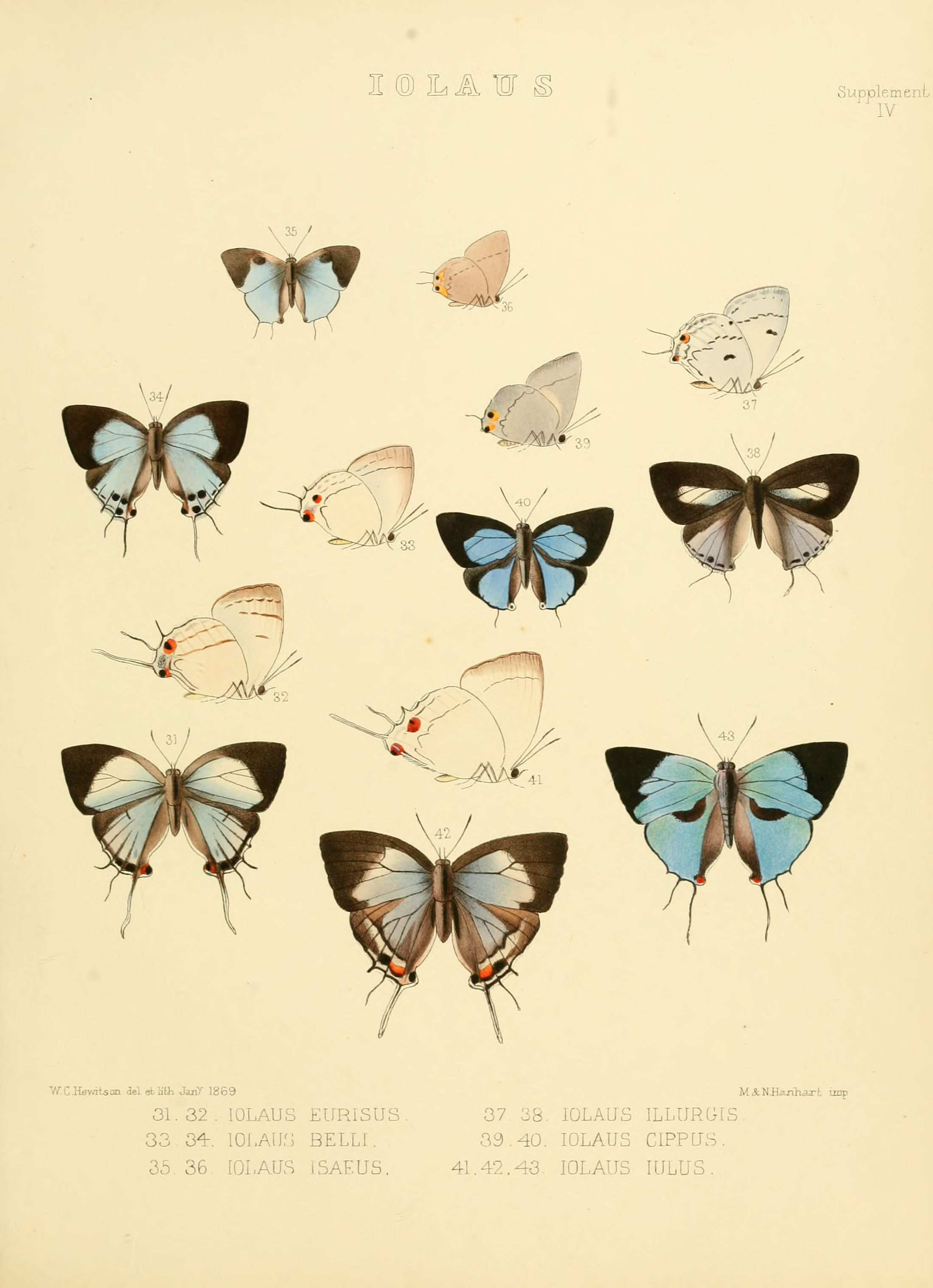
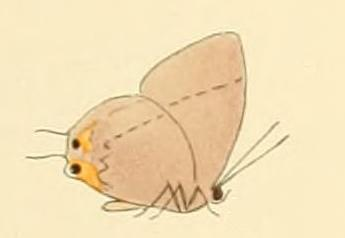
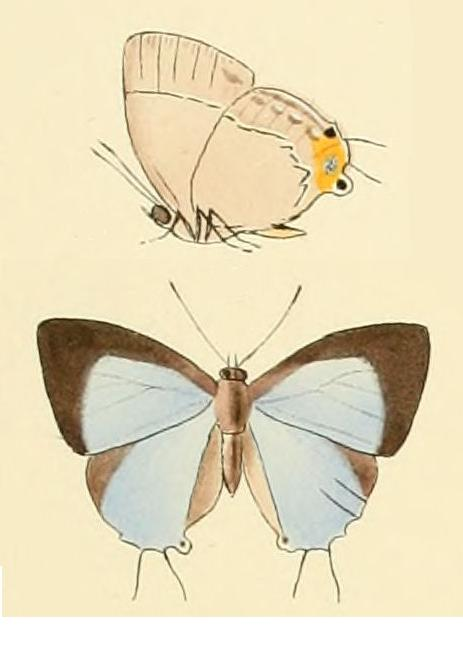
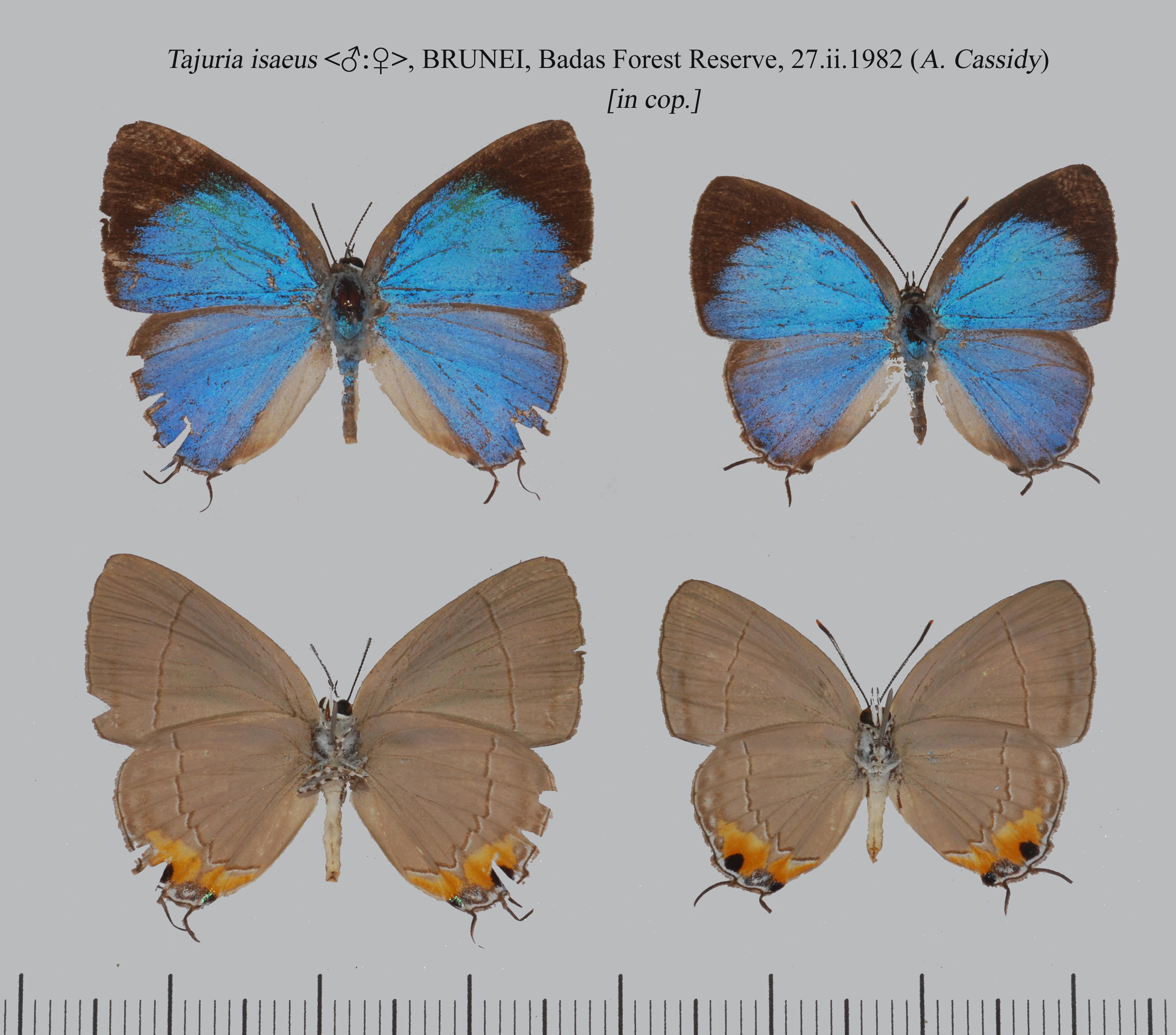
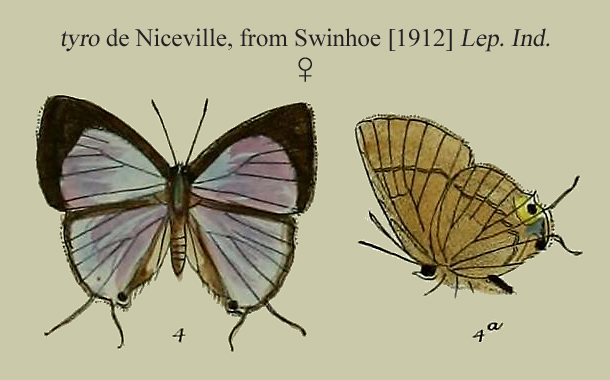